# Tuttlingen (district)
Districtul Tuttlingen este un district rural (Landkreis) din landul Baden-Württemberg, Germania. Își are reședința la Tuttlingen.